# Server-sent events
SSE (от англ. Server-Sent Events — «события, посылаемые сервером») представляет собой технологию отправки уведомлений от сервера к веб-браузеру в виде DOM-событий. Технология Server-Sent Events сейчас стандартизируется как часть HTML5 организацией W3C.

## История
В предложение Web Applications 1.0 от WHATWG был включен механизм для «продвижения» информации к клиенту. 1 сентября 2006 года браузер Opera реализовал эту экспериментальную технологию, назвав её «Server-Sent Events».

## Обзор
SSE является стандартом, который описывает способы начала передачи данных клиентам с момента организации клиентом первого соединения. Стандарт широко используется для посылки сообщений об обновлениях или для посылки непрерывных потоков данных браузеру клиента. Он спроектирован для улучшения кросс-браузерного вещания посредством JavaScript API под названием EventSource; с его помощью клиент задает URL для получения интересующего его потока событий.

### Веб-браузеры
| Браузер           | Поддерживается | Замечания             |
| ----------------- | -------------- | --------------------- |
| Internet Explorer | Нет            | [ 3 ]                 |
| Mozilla Firefox   | Да             | Начиная с Firefox 6.0 |
| Google Chrome     | Да             | [ 3 ]                 |
| Opera             | Да             | Начиная с Opera 11    |
| Safari            | Да             | Начиная с Safari 5.0  |